# Fontaine du Château d'eau
La fontaine du Château d'eau (o fontaine des lions) és un monument  parisenc situat a la plaça Félix-Éboué, al  12è districte.
Concebuda per Gabriel Davioud sobre les indicacions del baró Haussmann, la font es compon d'una gran bassa circular, superada per tres basses més. La bassa està guarnida amb vuit brolladors amb forma de lleons de bronze asseguts escopint aigua. Els lleons foren obra de l'escultor Henri-Alfred Jacquemart, i Louis Villemot esculpí els caps de dones que figuren sobre les consoles de pedra. Les consoles i el pedestal sostenen la pica inferior.
La font en un principi fou instal·lada a la place du Château-d'Eau, que rebia el nom precisament per la font, (l'actual place de la République), abans de ser instal·lada a la place Daumesnil (l'actual place Félix-Éboué) el 1880.